# ザ・ウィメン
『ザ・ウィメン（女性たち）』（原題：英語: The Women）は、1939年に製作・公開されたアメリカ合衆国の映画である。

## 概要
1936年ニューヨークで初演されたクレア・ブース・ルースの戯曲の映画化であり、ジョージ・キューカーが監督、ノーマ・シアラーとジョーン・クロフォード、ロザリンド・ラッセルが主演した。男優は一切出演していない。
劇中のファッションショー場面のみテクニカラー方式で撮影されている。1956年にはジューン・アリソン主演のミュージカル映画『The Opposite Sex』（日本劇場未公開）として再映画化された。2008年にもミック・ジャガーがプロデューサーの一人となって再映画化され、ダイアン・イングリッシュが監督、メグ・ライアン、アネット・ベニングらが出演した（日本劇場未公開・日本版DVDタイトル『明日の私に着がえたら』）。
日本では長らく劇場未公開であったが、アテネ・フランセ文化センターやシネマヴェーラ渋谷で上映されたことがある。
2007年にアメリカ国立フィルム登録簿に登録された。

## キャスト
- メアリー・ヘインズ：ノーマ・シアラー
- クリスタル・アレン：ジョーン・クロフォード
- シルヴィア・ファウラー：ロザリンド・ラッセル
- フローラ・ド・ラーヴ伯爵夫人：メアリー・ボーランド
- ミリアム・アーロンズ：ポーレット・ゴダード
- イーディス・ポッター：フィリス・ポヴァー
- ペギー・デイ：ジョーン・フォンテイン
- ルーシー：マージョリー・メイン
- パット：ヴァージニア・グレイ
- ドリー：ヘッダ・ホッパー

ポヴァー、メインは1936年の舞台版のニューヨーク初演に出演している。

## スタッフ
- 監督：ジョージ・キューカー
- 製作：ハント・ストロンバーグ
- 脚本：アニタ・ルース、ジェーン・マーフィン、F・スコット・フィッツジェラルド（クレジットなし）、ドナルド・オグデン・ステュアート（クレジットなし）
- 音楽：デイヴィッド・スネル、エドワード・ウォード
- 撮影監督：オリヴァー・T・マーシュ
- カラー撮影：ジョセフ・ルッテンバーグ
- 編集：ロバート・カーン
- 美術：セドリック・ギボンズ
- 装置：エドウィン・B・ウィリス
- 衣裳：エイドリアン
- 録音：ダグラス・シアラー